# 사도행전

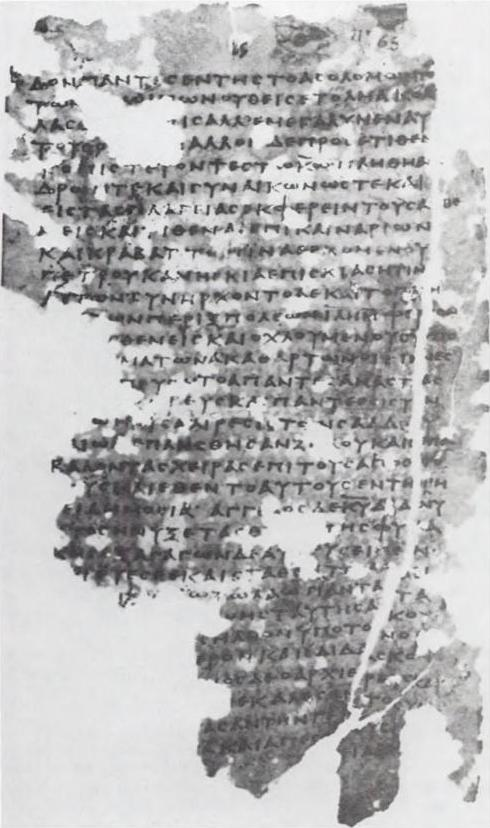
200년경 운시알 0189 뒷면의 사도행전 5장 12절-21절

사도행전(使徒行傳, Acts of the Apostles)은 신약성경의 다섯 번째 책으로, 교회의 설립과 그 복음이 로마 제국으로 전파된 과정을 기록하고 있다.
사도행전과 루가의 복음서는 익명의 같은 저자가 쓴 두 권의 작품인 루가-사도행전을 이룬다. 전통적으로 저자는 사도 바울로와 함께 여행했던 의사 루가로 여겨진다. 이 책은 보통 서기 80-90년경에 기록된 것으로 보지만, 일부 학자들은 서기 110-120년경으로 보기도 한다. 많은 현대 학자들은 의사 루가에게 귀속되는 것에 의문을 제기하며, 20세기 말에는 이 주제에 대한 비판적 의견이 거의 동등하게 나뉘었다고 평가되었다. 대부분의 학자들은 루가-사도행전의 저자가 루가로 명명되든 아니든, 바울의 동반자였다고 주장하지만, 바울 서신과 모순되는 점들이 반론으로 제기되기도 한다.
사도행전은 루가복음에 이어 1세기 기독교의 이야기를 계속하며, 예수의 승천으로 시작하여 하늘로 올라간다. 예루살렘 초대 교회를 배경으로 하는 초기 장에서는 오순절 사건(성령 강림)과 예루살렘에서의 기독교인 축출, 그리고 안티오키아 교회의 설립을 묘사한다. 후기 장에서는 사도 바울로의 전도가 계속되는 과정을 서술하며, 그가 로마에 투옥되어 재판을 기다리는 것으로 끝을 맺는다.
사도행전은 루가복음과 마찬가지로 즉 유대인의 메시아가 어떻게 압도적으로 비유대인 중심의 교회를 갖게 되었는가에 대한 답을 찾으려는 시도이다. 이 책이 제시하는 답은 유대인들이 그것을 거부했기 때문에 그리스도의 메시지가 이방인에게 전파되었다는 것이다. 유대인들에게 보내는 예수 운동에 대한 변호문으로도 볼 수 있다. 사도행전의 대부분의 연설과 설교는 유대인 청중에게 향하며, 로마인들은 유대인의 관습과 율법에 관한 분쟁에서 외부 중재자 역할을 한다. 한편으로 저자는 예수의 추종자들을 유대인의 한 종파로 묘사하며, 따라서 공인된 종교로서 법적 보호를 받을 자격이 있음을 변호한다. 다른 한편으로 루가는 하느님이 유대인과 기독교인을 위해 의도한 미래에 대해 불확실한 것처럼 보인다. 그는 예수와 그의 즉각적인 추종자들의 유대성을 찬양하면서도 유대인들이 메시아를 어떻게 거부했는지 강조한다.

## 제목
'사도행전'(acts)이라는 명칭은 2세기 후반에 이레네오가 처음 사용한 것이다. 사도행전이라는 이름을 이레네오가 붙인 것인지는 확실하지 않지만, 적어도 저자가 처음부터 사도행전이라는 이름을 붙인 것은 아니라는 것이 정설이다. 이레네오가 사용한 '행(行)'에 대응되는 단어 '프락세이스(πράξεις)'는 본문 19장 18절에서 단 한 번만 사용되는데, 이 행동의 주체는 사도가 아니라 기독교인들이기 때문에 사도행전이라는 이름이 처음부터 붙여진 것은 아님을 알 수 있다.

## 저자
루가의 복음서와 사도행전은 본래 한 편의 책이다. 이 둘을 합치면 신약성경의 약 27.5%로, 이 두 책의 저자는 단일 저자로서 신약성경의 가장 많은 부분을 작성한 것이다. 저자의 이름은 어느 권에도 명시되어 있지 않다. 2세기부터 시작된 교회 전승에 따르면, 저자는 사도 바울로의 동반자로 세 서신서에 이름이 언급된 루가였다고 한다. 그러나 20세기 학문은 이러한 주장에 의문을 제기했으며, 타이센은 "비판적 합의는 사도행전의 기록과 바울의 진짜 서신 간의 무수한 모순을 강조한다"고 언급했다. 예를 들어, 바울의 회심 사건(사도행전 9:1-31, 22:6-21, 26:9-23)에 대한 사도행전의 기록과, 바울이 그 사건 이후 유대에 있는 기독교인들에게 알려지지 않은 상태로 남아있었다는 바울 자신의 진술(갈라디아서 1:17-24)을 비교하여 볼 수 있다. 저자는 "바울의 숭배자이지만, 바울이 스스로를 사도로 본 시각을 공유하지 않는다. 그의 신학은 핵심적인 측면에서 바울의 신학과는 상당히 다르며, 바울 자신의 견해를 정확하게 반영하지 않는다." 따라서 많은 현대 학자들은 루가-사도행전의 저자가 의사 루가였다는 점에 의문을 제기했으며, 20세기 말에는 이 주제에 대한 비판적 의견이 대략적으로 반반으로 나뉘었다고 평가되었다. 최근의 해석적 발전에서는 바울과 루가-사도행전의 저자가 이전에 생각했던 것만큼 신학적으로 다르지 않다는 점을 발견했다. 대부분의 학자들은 루가-사도행전의 저자가 루가라는 이름이든 아니든, 바울을 만났다고 주장한다. 그는 교육을 받았고, 재산이 있는 사람이었으며, 아마도 도시에서 태어나 자랐을 것으로 보인다. 육체노동자는 아니지만 육체노동을 존중하는 사람이었다. 이는 당시 바울의 초기 교회와 루가의 청중을 구성했던 장인과 소상공인들을 경시했던 고위 지식층 작가들과는 대조적인 태도였기 때문에 중요한 의미를 지닌다.
또한 "우리" 구절을 저자가 역사적 목격자(복음사가 루가든 아니든)였다는 것을 나타내는 것으로 해석하는 것은 현재 성서학에서 가장 영향력 있는 견해로 남아 있다.  사도행전 16:8-10,20:5-15,21:1-18,27:1-28:16에서 보이는 '우리(고대 그리스어: ἐγώ 헤민[*])'라는 의미는 당시 상황을 함께 바라본 목격자로 의미를 가지고 있으며, 바울이 자신의 동역자중 직접 언급하지 않은 인물은 루가와 디도뿐이라는 점도 이를 뒷받침하고 있다고 본다. 또한 사도행전 3:7, 4:22, 9:18, 12:23, 13:11, 28:8에 사용되는 의학용어는 상당히 구체적이고 전문적이라는 점에서도 의사인 루가가 저자였다는 주장에 힘을 싣는다.

그러나 사도행전에서 기록하는 바울로의 기록과, 바울로 서신에서 바울로 본인이 증언한 자신의 이야기에 일치하지 않는 부분이 종종 나타난다는 점에서 저자가 루가가 아니라는 의견도 제기된다. 이들은 대표적으로 사도행전 9장, 22장, 26장에 기록된 바울로의 회심 사건 및 그 직후의 일과 갈라디아인들에게 보낸 편지 1장에서 바울로의 직접 증언에 차이가 있음을 지적한다. 또한 바울이 예루살렘 교회를 방문한 횟수를 다르다는 점도 지적된다. 그러나 이 부분은 당시 교통 또는 연락 상황에 비추어 볼때 누락되었을 가능성을 제기하고 있고 갈라디아인들에게 보낸 편지 1장과 2장에서 바울은 모든 행적을 낱낱이 보고하고 있지는 않고 중요사건과 방문만을(갈1:18,2:1) 기록한 것으로 보기도 한다. 두번째로는 사도 바울로의 신학사상에 대한 이견에 대한 지적이다. 바울은 로마인들에게 보낸 편지에서 이신칭의에 대한 신학을 정립했고 이는 바울의 핵심 신학 사상이라고 인데, 이와 관련된 내용이 사도행전에 나타나지 않는다는 점이다. 그러나 이는 바울의 신학사상을 너무 편협하게 보는 시각이라는 지적과 루가는 이미 루가복음의 저자로서 실재 예수님의 기적과 표적을 경험했기 때문에 그의 신학적 표현 내용은 다소 바울의 신학과 다를 수 있다는 가능성도 반론의 하나의 커다란 주제로 인식된다. 실재로 백석대학교 김경진 교수는 다음과 같이 말한다.
루가가 바울을 사도로 인정하지 않는 근거는 바울이 예수의 사역에 친히 참여하고 목격한 증인으로서의 사도의 자격에 부합하지 않기 때문으로 풀이된다. 루가의 이런 행동은 루가 자신의 소신에 따른 결과라고 생각된다. 그 증거를 사도행전 1장에서 찾을 수 있다. 이 때 베드로가 제시한 사도의 자격은 한 마디로 예수가 세례 요한에게 받으신 후 부활하실 때까지 그 모든 과정을 친히 목격한 증인이어야 한다는 것이다. 특별히 루가는 사도행전에서 사도의 자격으로서의 증인을 무척이나 강조하고 있다. 그런데 바로 이 자격 조건에 따르면 바울은 결코 그에 해당하는 사람이 아니었다. 그는 부활 후에야 예수를 만났기 때문이다.
이들은 루가의 복음서와 사도행전의 저자가 바울로의 추종자이기는 하지만, 사도 바울로의 견해들을 직접 공유하지는 않았다고 본다. 그럼에도 저자가 식자층이었으며, 노동자는 아니지만 육체 노동을 존중하는 사람이었고, 아마도 도시에서 태어나고 자란 인물일 것이라는 데에는 동의한다. 식자층임에도 육체 노동자들 및 소상공인들을 존중하는 태도는 당시 흔한 것이 아니었다.

## 구성 및 배경

### 연대

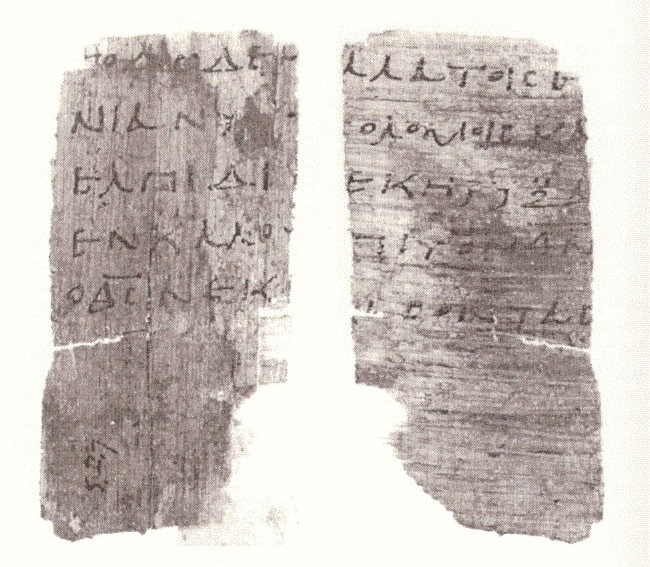
250년경 파피루스 29의 사도행전 26장 7-8절, 20절

루가-사도행전의 가장 빠른 연대는 바울이 로마에 투옥되었던 서기 62년경이지만, 대부분의 학자들은 마르코의 복음서를 자료로 사용했고, 예루살렘 파괴를 언급하며, 1세기 후반에 유통되기 시작한 바울로 서신에 대한 인식이 전혀 없다는 점을 들어 서기 80-90년경으로 본다. 만약 바울로 서신과 유대인 역사가 플라비우스 요세푸스의 저작을 인식하고 있다면, 일부 학자들이 믿듯이 2세기 초의 연대도 가능하다. 그러나 요한의 복음서가 복음서에 대한 인식을 가지고 있고, 두 자료 가설에서 마태오의 복음서와는 독립적이며, 클레멘스의 첫째 편지와 같은 다른 많은 주장들이 이러한 연대에 반대한다.

### 사본
사도행전에는 크게 서방 판본형과 알렉산드리아 판본형의 두 가지 본문 유형이 존재한다. 가장 오래된 완전한 알렉산드리아 사본은 4세기부터, 가장 오래된 서방 사본은 6세기부터 거슬러 올라가며, 단편과 인용은 3세기까지 거슬러 올라간다. 서방 사도행전 본문은 알렉산드리아 본문보다 약 6.2~8.4% 더 길며, 추가된 내용은 성령의 사역과 유대인들이 메시아를 거부하는 내용을 강조하는 경향이 있는데, 이는 사도행전의 나머지 부분과는 문체적으로 다르다. 대다수의 학자들은 서방 본문보다 짧은 알렉산드리아 본문 유형을 더 신뢰성 있고 권위 있는 것으로 선호하지만, 루가의 복음서의 경우 서방 본문이 더 짧기 때문에 서방 본문에 권위를 부여하는 동일한 논리가 적용된다.

### 장르, 자료 및 사도행전의 역사성
"사도행전"(Praxeis Apostolon)이라는 제목은 위인들의 행위와 업적을 다룬 장르(praxeis)와 동일시되는 것처럼 보이지만, 저자가 부여한 제목은 아니었다. 익명의 저자는 루가-사도행전을 다른 많은 사람들이 쓴 '이야기'(διήγησις diēgēsis)에 맞춰 자신의 작품을 "정돈된 기록"(ἀκριβῶς καθεξῆς)이라고 묘사했다. 헬레니즘 문학이나 유대 문학에서는 정확히 유사한 작품을 찾기 어렵다. 저자는 로마의 유명한 역사를 쓴 디오니시오스 할리카르나소스의 작품이나 유대 역사가 플라비우스 요세푸스의 작품을 모델로 삼았을 수도 있다. 그들처럼 그는 창시자(디오니시오스의 로물루스, 요세푸스의 모세, 루가의 예수)의 탄생을 연대순으로 기록하며 역사를 확립하고, 그들처럼 창시자가 하느님으로부터 태어나 권위 있게 가르치고, 죽음 이후 증인들에게 나타나 하늘로 승천하는 이야기를 들려준다. 대체로 사도행전의 자료는 추측만 할 수 있지만, 저자는 70인역 (유대 경전의 그리스어 번역본), 마르코의 복음서, 그리고 가설적인 "예수 어록" 모음집인 Q자료 또는 마태오의 복음서에 접근할 수 있었을 것이다. 그는 마르코 복음서의 몇 가지 사건을 사도들의 시대로 옮겨놓았다. 예를 들어, 마르코복음 7장의 "정결한" 음식과 "부정한" 음식에 대한 내용은 사도행전 10장에 사용되었고, 예수가 성전을 공격했다는 마르코복음 14:58의 내용은 스데파노에 대한 이야기(사도행전 6:14)에 사용되었다. 또한 베드로의 첫째 편지, 히브리인들에게 보낸 편지, 클레멘스의 첫째 편지와도 접점이 있다(암시적인 유사성은 있지만 명확한 증거는 아니다). 다른 자료들은 내부 증거를 통해서만 추론할 수 있다. 예를 들어, 세 가지 "우리" 구절에 대한 전통적인 설명은 그것들이 목격자들의 진술을 나타낸다는 것이다. 이러한 추론된 자료를 찾는 연구는 19세기에 인기를 끌었지만, 20세기 중반에는 거의 포기되었다.

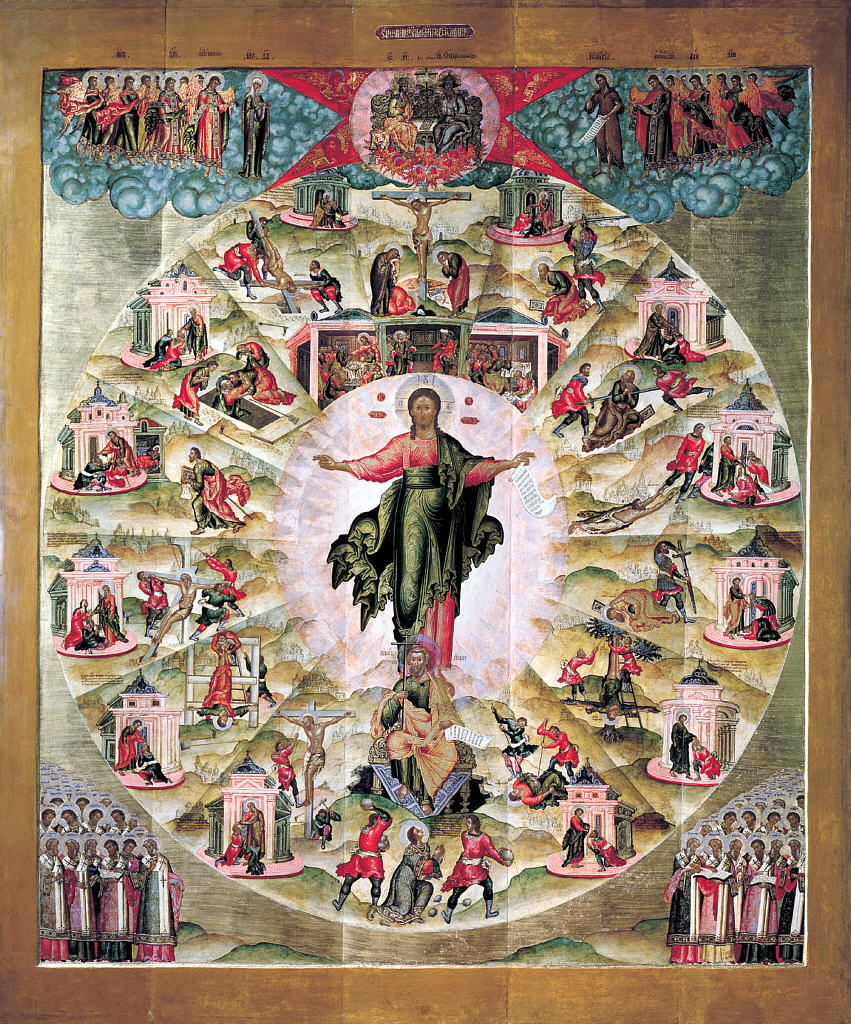
사도들의 사역: 표도르 주보프의 러시아 이콘, 1660년

사도행전은 종교개혁 이후 시대까지 초기 교회의 신뢰할 수 있는 역사로 읽혔지만, 17세기에는 성서학자들이 사도행전이 불완전하고 편향적이라는 점을 알아차리기 시작했다. 즉, 사도행전의 조화로운 교회 그림은 바울의 서신이 제시하는 그림과는 상당히 다르며, 베드로와 바울의 죽음과 같은 중요한 사건들을 생략하고 있다. 19세기 중반의 학자 페르디난트 크리스티안 바우어는 저자가 역사를 다시 써서 통일된 베드로와 바울을 제시하고, 마르키온주의자들(마르키온은 기독교를 유대교와 완전히 단절시키려 했던 2세기 신학자)에 대항하여 단일한 정통 교리를 주장했다고 제안했다. 바우어는 여전히 막대한 영향을 미치고 있지만, 오늘날에는 사도행전의 역사적 정확성을 판단하는 것(물론 이러한 관심이 완전히 사라진 것은 아니지만)보다는 저자의 신학적 의도를 이해하는 데 더 많은 관심이 있다.

### 청중과 저자의 의도
루가는 주님의 만찬을 나누기 위해 집에 모인 예수 추종자들에게 큰 소리로 읽히도록 쓰여졌다. 저자는 교육받은 그리스어 화자 청중을 가정하지만, 그리스-로마 세계 전체보다는 특히 기독교적 관심사에 집중한다. 그는 데오필로에게 보낸 서문(루가의 복음서 1:3; 사도행전 1:1 참조)으로 복음서를 시작하며, 독자에게 "확실성"을 줄 사건들의 "정돈된 기록"을 제공하려는 자신의 의도를 알린다. 그는 데오필로에게 역사적 정당성("정말 일어난 일인가?")을 제공하기 위해서가 아니라 믿음("무슨 일이 일어났고, 그 의미는 무엇인가?")을 격려하기 위해 글을 썼다.
사도행전(또는 루가-사도행전)은 "덕이 악덕보다 우월하다는 경험적 증명"을 의미하는 "교화"의 작품으로 의도되었다. 이 작품은 또한 당시의 시민 권력인 로마 제국과 기독교인의 적절한 관계에 대한 질문, 즉 기독교인이 하느님과 카이사르를 모두 따를 수 있는가 하는 질문도 다루고 있다. 답은 모호하다. 로마인들은 유대인들의 도발이 없으면 예수나 그의 추종자들을 결코 공격하지 않으며, 재판 장면에서 기독교 선교사들은 로마 법률 위반 혐의에서 항상 무죄로 풀려나고, 사도행전은 바울이 로마에서 로마의 보호 아래 기독교 메시지를 선포하는 것으로 끝난다. 동시에 루가는 로마인들이 모든 지상의 통치자들처럼 사탄으로부터 권위를 받는 반면, 그리스도는 하느님의 나라의 통치자임을 분명히 한다.

## 구성과 내용

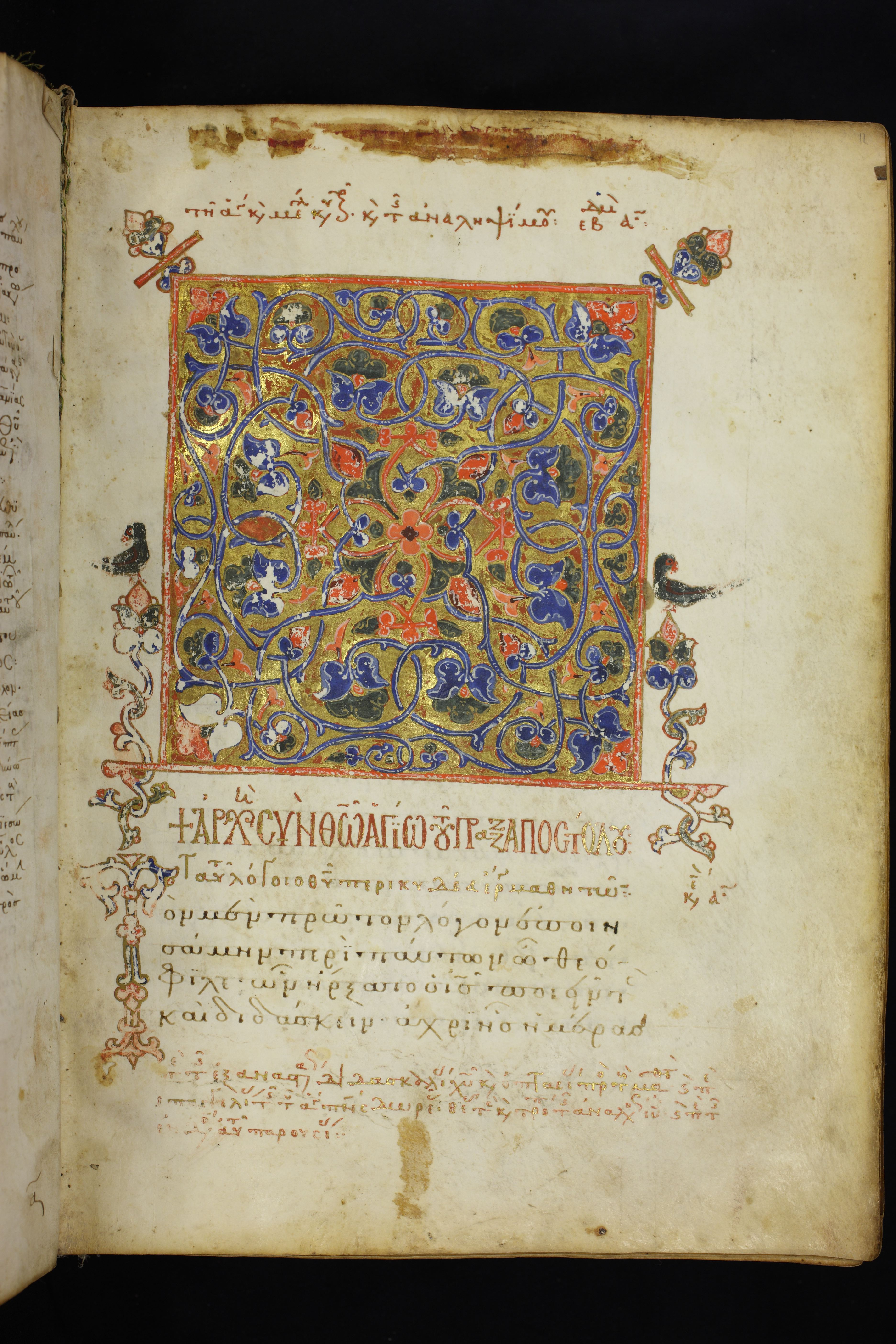
14세기 미누스쿨 223의 사도행전 1장 1-2절

### 구조
사도행전은 28개의 장으로 나뉜다. 이 작품은 두 가지 핵심적인 구조 원리를 가지고 있다. 첫 번째는 하느님의 언약 백성인 유대인의 중심지인 예루살렘에서 이방 세계의 중심지인 로마로 지리적인 이동을 한다는 것이다. 이 구조는 저자의 이전 작품인 루가의 복음서까지 거슬러 올라가며, 사도행전 19장 21절의 바울의 발언과 같이 예수의 말(루가의 복음서 9:51)에 메아리치는 평행 장면들로 나타난다. 바울은 로마를 목적지로 삼았고, 예수는 예루살렘을 목적지로 삼았다. 두 번째 핵심 요소는 베드로와 바울의 역할이다. 베드로는 유대 기독교 교회를 대표하고, 바울은 이방인 선교를 대표한다.
- 전환: 데오빌로에게 바치는 서문과 복음서의 마지막 사건들 요약 (사도행전 1장 1-26절)
- 베드로 기독교: 예루살렘에서 안티오키아까지의 유대인 교회 (사도행전 2장 1절–12장 25절)

2:1–8:1 – 예루살렘에서의 시작
8:2–40 – 교회가 사마리아와 그 너머로 확장됨
9:1–31 – 바울의 회심
9:32–12:25 – 코르넬리우스의 회심과 안티오키아 교회의 형성
- 바울 기독교: 안티오키아에서 로마까지의 이방인 선교 (사도행전 13장 1절–28장 31절)

13:1–14:28 – 안티오키아에서 이방인 선교가 추진됨
15:1–35 – 예루살렘에서 이방인 선교가 확인됨
15:36–28:31 – 이방인 선교, 로마에서 바울의 수난 이야기로 절정 (21:17–28:31)

### 개요
- 데오필로에게 바침 (1:1–2)
- 부활 후 나타남 (1:3)
- 대사명 (1:4–8)
- 예수의 승천 (1:9)
- 재림 예언 (1:10–11)
- 마티아가 유다 이스카리옷을 대신함 (1:12–26)
  - 다락방 (1:13)
- 칠칠절에 성령이 강림함 (2:1–47), 보혜사 참조
- 베드로가 다리 저는 거지를 고침 (3:1–10)
- 헤로데 성전에서 베드로의 설교 (3:11–26)
- 베드로와 사도 요한이 산헤드린 앞에 서다 (4:1–22)
  - 죽은 자의 부활 (4:2)
- 신자들의 기도 (4:23–31)
- 모든 것을 공유함 (4:32–37)
- 아나니아와 삽비라 (5:1–11)
- 표적과 기사 (5:12–16)
- 사도들이 산헤드린 앞에 서다 (5:17–42)
- 일곱 부제 임명 (6:1–7)
- 스데파노의 설교와 희생 (6:8–7:60)
  - "막벨라굴"은 세겜에 위치했다 (7:16)
  - "모세는 이집트인의 모든 지혜로 교육받았다" (7:22)
  - 성경에서 처음으로 사울(사도 바울로)이 언급됨 (7:58)
  - 사도 바울로가 스데파노의 순교에 자신이 가담했음을 고백함 (7:58–60)
- 사울이 예루살렘 교회를 박해함 (8:1–3)
- 복음사가 필립보 (8:4–40)
  - 시몬 마구스 (8:9–24)
  - 에티오피아 내시 (8:26–39)
- 사도 바울로의 회심 (9:1–31, 22:1–22, 26:9–24)
  - 사도 바울로가 스데파노의 순교에 자신이 적극적으로 가담했음을 고백함 (22:20)
- 베드로가 아에네아스를 고치고 타비타를 죽음에서 일으킴 (9:32–43)
- 코르넬리우스 백인대장의 회심 (10:1–8, 24–48)
- 베드로의 환상 (10:9–23, 11:1–18)
- 안티오키아 교회 설립 (11:19–30)
  - "기독교인"이라는 용어가 처음 사용됨 (11:26)
- 야고보 (제베대오의 아들) 처형됨 (12:1–2)
- 베드로의 감옥 탈출 (12:3–19)
- 헤로데 아그리파 1세의 죽음 [서기 44년] (12:20–25)
  - "신의 목소리" (12:22)
- 바르나바와 사울의 선교 (13–14)
  - "사울, 곧 바울이라고도 불리는 자" (13:9)
  - "인간의 모습을 한 신들"로 불림 (14:11)
- 예루살렘 공의회 (15:1–35)
- 바울이 바르나바와 헤어짐 (15:36–41)
- 제2차 및 제3차 선교 여행 (16–20)
  - 아레오파고 설교 (17:16–34)
    - "하느님은...날을 정하셨다" (17:30–31)

  - 갈리오 앞에서 재판 서기 51–52년경 (18:12–17)
- 예루살렘 여행 (21)
- 백성과 산헤드린 앞에서 (22–23)
- 펠릭스–페스투스–헤로데 아그리파 2세 앞에서 (24–26)
- 로마로의 여행 (27–28)
  - 몰타에서 신으로 불림 (28:6)

### 내용
루가의 복음서는 데오필로에게 바치는 서문으로 시작한다. 사도행전도 마찬가지로 데오필로에게 바치는 서문으로 시작하며 "이전 책"을 언급하는데, 이는 거의 확실히 복음서를 지칭한다.
사도들과 예수의 다른 추종자들이 모여 유다 이스카리옷 대신 마티아를 열두 사도의 일원으로 선출한다. 오순절에 성령이 강림하여 그들에게 하느님의 능력을 부여하고, 베드로와 사도 요한은 예루살렘에서 많은 사람들에게 설교하고 치유를 행하며, 악령을 쫓아내고, 죽은 자를 살린다. 첫 신자들은 모든 재산을 공유하고, 서로의 집에서 함께 식사하며, 함께 예배한다. 처음에는 많은 유대인들이 그리스도를 따르고 세례를 받지만, 예수의 추종자들은 다른 유대인들에게 점점 더 박해를 받기 시작한다. 스데파노는 신성모독 혐의로 고발되어 투석형을 당한다. 스데파노의 죽음은 중요한 전환점이 된다. 유대인들이 메시지를 거부했으므로, 이제부터는 이방인에게 메시지가 전해질 것이다.
스데파노의 죽음은 박해를 촉발하고, 많은 예수의 추종자들이 예루살렘을 떠난다. 메시지는 유대인들이 거부했던 사마리아인들과 이방인들에게 전해진다. 예수를 따르는 자들을 박해하던 유대인 중 한 명인 사울은 환상을 통해 그리스도의 추종자가 된다(루가는 이 사건을 너무 중요하게 여겨 세 번이나 기록한다). 베드로는 일련의 환상에 의해 인도되어 이방인 하느님을 경외하는 자인 코르넬리우스 백인대장에게 설교하고, 그는 그리스도의 추종자가 된다. 성령이 코르넬리우스와 그의 손님들에게 강림하여 그리스도 안에 있는 영원한 생명의 메시지가 모든 인류를 위한 것임을 확인한다. 이방인 교회는 제국에서 세 번째로 큰 도시인 안티오키아(시리아 북서부)에 설립되고, 이곳에서 그리스도의 추종자들이 처음으로 기독교인이라고 불렸다.
이방인 선교는 안티오키아에서 추진되고, 예루살렘 교회 지도자들과 바울 사이의 예루살렘 공의회에서 확인된다. 바울은 다음 몇 년 동안 소아시아 서부와 에게해를 여행하며 설교하고, 회심시키고, 새로운 교회를 설립한다. 예루살렘 방문 중에 그는 유대인 폭도들에게 공격당한다. 로마 군 지휘관에 의해 구출된 그는 유대인들에게 "나사렛파의 우두머리"인 열심당원이라는 혐의로 고발되어 투옥된다. 후에 바울은 로마 시민으로서 로마에서 재판을 받을 권리를 주장하고, 바다를 통해 로마로 보내져 또 다른 2년 동안 가택 연금 상태에서 하느님의 나라를 선포하고 "주 예수 그리스도"에 대해 자유롭게 가르친다. 사도행전은 바울의 법적 문제의 결과가 기록되지 않은 채 갑자기 끝난다.

## 신학

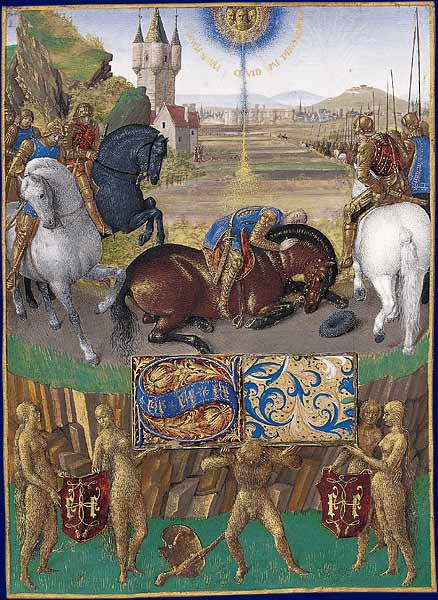
장 푸케의 《서신을 쓰는 성 바울》(1450–1460년경), 샹티이성 소장.

1950년대 이전에는 루가-사도행전이 로마인들 앞에서 기독교를 변호하거나 바울을 비방자들로부터 변호하기 위해 쓰인 역사적 작품으로 여겨졌다. 그 이후로는 이 작품을 주로 신학적인 것으로 보는 경향이 있다. 루가의 신학은 주로 그의 전체적인 줄거리, 즉 장면, 주제, 인물들이 결합하여 그의 특정한 세계관을 구성하는 방식을 통해 표현된다. 그의 "구원사"는 창조부터 독자들의 현재 시간까지 세 시대로 나뉜다. 첫째, "율법과 예언자들의 시대"(루가의 복음서 16:16)는 창세기부터 세례자 요한의 등장(루가의 복음서 1:5–3:1)까지의 기간이다. 둘째, 예수가 하느님의 나라를 선포한 예수의 시대(루가의 복음서 3:2–24:51)이다. 마지막으로 교회 시대는 부활한 그리스도가 하늘로 들려 올라간 때부터 시작하여 그의 재림으로 끝날 것이다.
루가-사도행전은 신학적인 문제, 즉 유대인에게 약속된 메시아가 어떻게 압도적으로 비유대인 중심의 교회를 갖게 되었는가에 대한 답을 찾으려는 시도이며, 그 중심 주제는 유대인들이 그리스도의 메시지를 거부했기 때문에 그 메시지가 이방인에게 전해졌다는 것이다. 이 주제는 루가의 복음서 4장에서 예수가 나자렛에서 배척받고 선지자들의 배척을 상기시킬 때 도입된다. 복음서의 끝에서 예수는 제자들에게 "예루살렘에서부터 시작하여" 모든 민족에게 자신의 메시지를 전파하라고 명령한다. 그는 사도행전에서도 이 명령을 반복하여, "예루살렘과 온 유대와 사마리아와 땅끝까지" 전파하라고 말한다. 그들은 그 다음으로, 제시된 순서대로 그렇게 진행한다. 즉, 먼저 예루살렘, 다음은 유대와 사마리아, 그 다음은 온 (로마) 세계이다.
루가에게 성령은 기독교 메시지 확산의 원동력이며, 그는 다른 복음사가들보다 성령에 더 큰 강조를 둔다. 성령은 오순절에 첫 사마리아인과 이방인 신자들, 그리고 세례자 요한에게만 세례를 받았던 제자들에게 "부어지며", 매번 하느님의 승인을 나타내는 표적이 된다. 성령은 하느님의 능력을 나타낸다(예수는 승천할 때 추종자들에게 "성령이 너희에게 임하시면 너희가 권능을 받으리라"고 말한다). 이를 통해 제자들은 수천 명을 예루살렘으로 회심시켜 첫 교회를 형성하는 말을 얻게 된다(이 용어는 사도행전 5장에서 처음 사용된다).
학자들 사이에서 논의되는 한 가지 쟁점은 초기 교회와 로마 제국 간의 관계에 대한 루가의 정치적 비전이다. 한편으로 루가는 일반적으로 이러한 상호 작용을 직접적인 갈등으로 묘사하지 않는다. 오히려 각자가 서로와의 관계를 자신들의 대의에 상당히 유리하다고 여겼을 수도 있는 방식들이 있다. 예를 들어, 초기 기독교인들은 바울이 필립비(사도행전 16:16-40)와 에페소(사도행전 19:23-41)에서 이방인 폭도들로부터, 그리고 두 번의 경우(사도행전 17:1-17; 사도행전 18:12-17) 유대인 폭도들로부터 로마 관리들에게 받은 보호에 대해 듣고 높이 평가했을 수 있다. 한편, 로마 독자들은 바울이 불법적인 마술 행위를 책망하는 것(사도행전 19:17-19)과 세루기오 바울로(사도행전 13:6-12) 및 페스투스(사도행전 26:30-32)와 같은 로마 관리들과의 우호적인 관계를 승인했을 수 있다. 더욱이, 사도행전은 로마 제국의 황제 숭배로 인한 기독교인과 로마 정부 간의 투쟁에 대한 어떤 기록도 포함하고 있지 않다. 따라서 바울은 교회와 로마 제국 사이의 중재적인 존재로 묘사된다.
다른 한편으로, 제국에 의해 바울이 투옥된 사건(사도행전 22–28장)과 로마 관리들에게 부정적인 영향을 미치는 여러 만남들(예를 들어, 사도행전 24장 26절에서 펠릭스가 바울에게 뇌물을 요구하는 욕구)은 로마와 초기 교회 사이의 구체적인 갈등 지점으로서 기능한다. 아마도 로마 제국의 이데올로기와 루가의 정치적 비전 사이의 가장 중요한 긴장 지점은 로마 백인대장 코르넬리우스에게 한 베드로의 연설(사도행전 10:36)에 반영되어 있다. 베드로는 "이분"[οὗτος], 즉 예수가 "모든 것의 주님"[κύριος]이라고 말한다. 'κύριος'라는 칭호는 고대에 종종 로마 황제에게 부여되었으며, 루가가 이를 예수에게 적용한 것은 황제의 권위에 대한 은근한 도전이다.

## 다른 저작물과의 비교

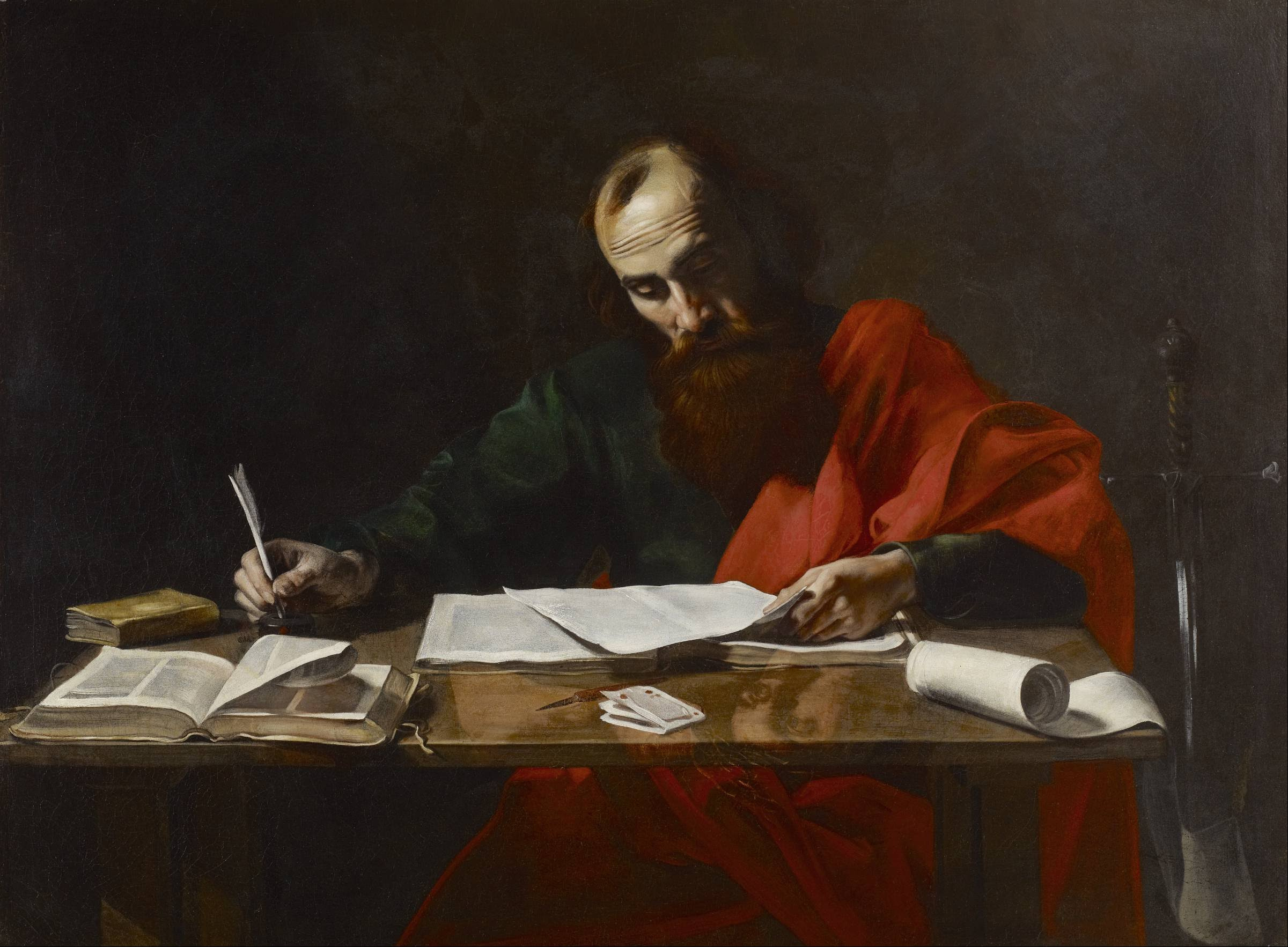
발랑탱 드 불로뉴에게 귀속되는 《서신을 쓰는 성 바울》, 17세기.

### 루가의 복음서
두 부분으로 구성된 루가-사도행전 중 두 번째 부분인 사도행전은 루가의 복음서와 중요한 연관성을 지닌다. 사도행전의 주요 전환점들은 루가복음서의 내용과 평행을 이룬다. 성전에 아기 예수를 봉헌한 장면은 사도행전이 성전에서 시작되는 것과 평행을 이루고, 예수가 선교 활동 전에 광야에서 40일 동안 시험받은 것은 사도행전에서 예수가 승천하기 전 40일과 평행을 이루며, 예수가 사마리아와 데카폴리스(사마리아인과 이방인의 땅)에서 선교 활동을 한 것은 사도들이 사마리아와 이방인 땅에서 선교 활동을 한 것과 평행을 이룬다. 이러한 평행은 두 책을 통해 계속되어 작품의 서사적 통일성에 기여한다.
그러나 학자들은 루가복음서와 사도행전 사이에 몇몇 명백한 모순을 포함한 차이점을 지적해 왔다. 예를 들어, 루가복음서는 예수의 승천을 부활 직후 부활 주일에 일어난 것으로 기록하는 반면, 사도행전 1장에서는 40일 후에 일어난 것으로 기록한다. 이러한 차이점들은 두 책 사이의 통일성의 본질에 대한 논쟁으로 이어졌다. 루가-사도행전의 단일 저술성을 심각하게 의문시하지 않으면서도, 이러한 차이점들은 두 권에 걸쳐 주제적 연속성과 서사적 발전을 조화시키는 복잡한 문학적 구조를 시사한다. 문학 연구는 루가가 자신의 복음서에서 이스라엘의 메시아 왕국 제안과 거부, 그리고 유대인과 이방인 모두를 위한 교회의 하느님의 주권적 설립을 포함하여 사도행전 전반에 걸쳐 반복되고 발전하는 주요 주제들을 위해 어떻게 무대를 설정하는지를 탐구했다.

### 바울로 서신
사도행전은 사도 바울로의 주요 경력 윤곽에 대해 바울의 서신들과 일치한다. 그는 회심하여 기독교 선교사이자 사도가 되어 소아시아와 에게해에 새로운 교회를 세우고 이방인 기독교인들에게 율법을 지키지 않도록 강요한다. 바울이 다마스쿠스에서 바구니에 담겨 성벽을 통해 내려와 탈출하는 것과 같은 많은 사건들에서도 일치점이 있다. 최근의 해석적 전환은 바울과 루가-사도행전의 저자가 신학적으로 이전에 생각했던 것만큼 다르지 않다는 점을 발견했다. 그러나 같은 사건들의 세부 사항들은 자주 모순된다. 예를 들어, 바울에 따르면 다마스쿠스에서 그를 체포하려 했던 것은 이교도 왕이었지만, 사도행전에 따르면 유대인들이었다(고린토후서 11:33과 사도행전 9:24). 사도행전은 "기독교인"과 "제자"라는 용어를 사용하지만, 바울은 이 용어들을 전혀 사용하지 않으며, 사도행전이 바울이 예루살렘 교회와 갈등을 겪었다는 사실을 전혀 언급하지 않고 바울을 예루살렘 교회와 그 지도자들, 특히 야고보 (예수의 형제)와 베드로의 권위 아래 두는 것이 놀랍다(사도행전 15장 대 갈라디아서 2장). 사도행전은 서신서에서 많은 부분을 생략하고 있는데, 특히 바울이 자신의 회중들과 겪었던 문제들(내부적인 어려움은 유대인들의 잘못으로 돌려진다)과 예루살렘 교회 지도자들에게 최종적으로 거부당한 것으로 보이는 사건(사도행전에서는 바울과 바르나바가 받아들여지는 헌물을 전달하는데, 이 여행은 서신서에 전혀 언급되지 않는다)을 생략한다. 또한 사도행전과 바울 서신 사이에는 그리스도론(그리스도의 본성에 대한 이해), 종말론("마지막 때"에 대한 이해), 사도직에 대한 주요한 차이점들이 존재한다.

## 같이 보기
- 복음서 목록

### 참조주
1. ↑  이 책은 때때로 간단히 사도행전(Acts)이라고도 불린다.[1]

### 내용주
1. ↑  “Bible Book Abbreviations”. 《Logos Bible Software》. 2022년 4월 21일에 원본 문서에서 보존된 문서. 2022년 4월 21일에 확인함.
2. 1 2 3  Burkett 2002, 263쪽.
3. 1 2  Burkett 2002, 195쪽.
4. 1 2  Tyson, Joseph B., (April 2011). "When and Why Was the Acts of the Apostles Written?", in: The Bible and Interpretation: "...A growing number of scholars prefer a late date for the composition of Acts, i.e., c. 110–120 CE. Three factors support such a date. First, Acts seems to be unknown before the last half of the second century. Second, compelling arguments can be made that the author of Acts was acquainted with some materials written by Josephus, who completed his Antiquities of the Jews in 93–94 CE...Third, recent studies have revised the judgment that the author of Acts was unaware of the Pauline letters."
5. ↑  Brown, Raymond E. (1997). 《Introduction to the New Testament》. New York: Anchor Bible. 267–8쪽. ISBN 0-385-24767-2.
6. ↑  Theissen, Gerd; Merz, Annette. 《The Historical Jesus: A Comprehensive Guide》 (영어). Fortress Press. 32쪽. ISBN 978-1-4514-0863-8.
7. ↑  "The principle essay in third regard is P. Vielhauer, 'On the "Paulinism" of Acts', in L.E. Keck and J. L. Martyn (eds.), Studies in Luke-Acts (Philadelphia: Fortress Press, 1975), 33–50, who suggests that Luke's presentation of Paul was, on several fronts, a contradiction of Paul's own letters (e.g. attitudes on natural theology, Jewish law, christology, eschatology). This has become the standard position in German scholarship, e.g., Conzelmann, Acts; J. Roloff, Die Apostelgeschichte (NTD; Berlin: Evangelische, 1981) 2–5; Schille, Apostelgeschichte des Lukas, 48–52. This position has been challenged most recently by Porter, "The Paul of Acts and the Paul of the Letters: Some Common Misconceptions', in his Paul of Acts, 187–206. See also I.H. Marshall, The Acts of the Apostles (TNTC; Grand Rapids: Eerdmans; Leister: InterVarsity Press, 1980) 42–44; E.E. Ellis, The Gospel of Luke (NCB; Grand Rapids: Eerdmans; London: Marshall, Morgan and Scott, 2nd edn, 1974) 45–47.", Pearson, "Corresponding sense: Paul, dialectic, and Gadamer", Biblical Interpretation Series, p. 101 (2001). Brill.
8. ↑  Keener, Craig (2015). 《Acts: An Exegetical Commentary (Volume 1)》. Baker Academic. 402쪽. ISBN 978-0801039898.
9. 1 2  Pickett 2011, 6–7쪽.
10. ↑  Boring 2012, 563쪽.
11. 1 2  Matthews 2011, 12쪽.
12. ↑  Burkett 2002, 196쪽.
13. ↑  Wolter, Michael (2018). 《The Gospel According to Luke: Volume 1》. Baylor University Press. 7쪽. ISBN 978-3161549328.
14. 1 2  Theissen & Merz 1998, 32쪽.
15. 1 2  Perkins 1998, 253쪽.
16. ↑  Boring 2012, 590쪽.
17. ↑  Brown, Raymond E. (1997). 《Introduction to the New Testament》. New York: Anchor Bible. 267–8쪽. ISBN 0-385-24767-2.
18. 1 2  Wolter 2018, 7쪽.
19. ↑  Keener, Craig (2015). 《Acts: An Exegetical Commentary (Volume 1)》. Baker Academic. 402쪽. ISBN 978-0801039898.
20. 1 2 3  Green 1997, 35쪽.
21. ↑  "A glance at recent extended treatments of the "we" passages and commentaries demonstrates that, within biblical scholarship, solutions in the historical eyewitness traditions continue to be the most influential explanations for the first-person plural style in Acts. Of the two latest full-length studies on the "we" passages, for example, one argues that the first-person accounts came from Silas, a companion of Paul but not the author, and the other proposes that first-person narration was Luke's (Paul's companion and the author of Acts) method of communicating his participation in the events narrated.17

17. Jurgen Wehnert, Die Wir-Passegen der Apostelgeschitchte: Ein lukanisches Stilmittel aus judischer Tradition (GTA 40; Gottingen: Vanderhoeck & Ruprecht, 1989); Claus-Jurgen Thornton, Der Zeuge des Zeugen: Lukas als Historiker der Paulus reisen (WUNT 56; Tugingen: Mohr Siebeck, 1991). See also, Barrett, Acts of the Apostles, and Fitzmyer, Acts of the Apostles.", Campbell, "The "we" passages in the Acts of the Apostles: the narrator as narrative", p. 8 (2007). Society of Biblical Literature.
22. ↑  김경진. (2013). 바울과 누가: 동지인가, 적인가?. 성경과 신학, 66(0), 91-124.
23. ↑  Boring 2012, 590쪽.
24. ↑  Aland, Kurt; Aland, Barbara (1995). 《The Text of the New Testament: An Introduction to the Critical Editions and to the Theory and Practice of Modern Textual Criticism》 (영어). 번역 Rhodes, Erroll F. 2판. Grand Rapids, MI: Wm. B. Eerdmans Publishing Co. 159쪽. ISBN 978-0-8028-4098-1. 2023년 10월 5일에 원본 문서에서 보존된 문서.
25. ↑  Armstrong, Karl L. (2021). 《Dating Acts in its Jewish and Greco-Roman Contexts》. Bloomsbury Publishing. 7쪽. ISBN 978-0-567-69647-2.
26. ↑  Boring 2012, 587쪽.
27. ↑  Gnuse, R. (2002). Vita Apologetica: The Lives of Josephus and Paul in Apologetic Historiography. Journal for the Study of the Pseudepigrapha, 13(2), 151–169. https://doi.org/10.1177/095182070201300203, Abstract: "This article suggests that the author of Acts may have been inspired by Josephan texts when crafting biographical narratives about Paul."
28. ↑  Runesson, Anders (2021). 《Jesus, New Testament, Christian Origins》. Eerdmans. ISBN 9780802868923.
29. 1 2  Thompson 2010, 332쪽.
30. ↑  Aune 1988, 77쪽.
31. 1 2 3  Balch 2003, 1104쪽.
32. ↑  Bruce 1990, 40쪽.
33. ↑  Boring 2012, 577쪽.
34. ↑  Powell 2018, 113쪽.
35. ↑  Witherington 1998, 8쪽.
36. ↑  Boring 2012, 578쪽.
37. ↑  Pierson Parker. (1965). The "Former Treatise" and the Date of Acts. Journal of Biblical Literature Vol. 84, No. 1 (Mar., 1965), pp. 52–58 (7 pages). "Furthermore, the relative calm of both of Luke's books, and  sparse apocalyptic as compared with Matthew and Mark, sugg the church was out from under duress when Luke wrote. This is cially true of Acts. Some scholars used to put Acts in the second century, but few nowadays would do so. Indeed if Clement of Rom knew the book, as he seems to have done, it will have to be prior to a. d. 96." and "I Clem 2 1 with Acts 20 35; I Clem 5 4 with Acts 12 17; I Clem 18 1 w 13 22; I Clem 41 1 with Acts 23 1; I Clem 42 1–4, 44 2 with Acts 1–8; I Clem with Acts 26 7; I Clem 59 2."
38. ↑  Bruce 1990, 40–41쪽.
39. ↑  Boring 2012, 579쪽.
40. ↑  Holladay 2011, unpaginated쪽.
41. ↑  Green 1995, 16–17쪽.
42. ↑  Green 1997, 36쪽.
43. ↑  Fitzmyer 1998, 55–65쪽.
44. ↑  Aune 1988, 80쪽.
45. ↑  Boring 2012, 562쪽.
46. ↑  Boring 2012, 569–70쪽.
47. ↑  Burkett 2002, 265쪽.
48. ↑  Burkett 2002, 266쪽.
49. ↑  Freedman, David Noel; Myers, Allen C.; Beck, Astrid B., 편집. (2000). 《Eerdmans Dictionary of the Bible》. Grand Rapids, MI: W.B. Eerdmans. ISBN 978-0-8028-2400-4. OCLC 44454699.
50. ↑  Buckwalter 1996, 6쪽.
51. ↑  Allen 2009, 326쪽.
52. ↑  Evans 2011, no page numbers쪽.
53. ↑  Burkett 2002, 264쪽.
54. ↑  Burkett 2002, 268–70쪽.
55. ↑  Phillips 2009, 119쪽.
56. ↑  Phillips 2009, 119–21쪽.
57. ↑  Rowe 2005, 291–98쪽.
58. ↑  Zwiep 2010, 39쪽.
59. ↑  Parsons & Pervo 1993, 17–18쪽.
60. ↑  Tannehill, Robert C. (1991). 《The narrative unity of Luke-Acts. 1: The gospel according to Luke》. Philadelphia: Fortress Press. ISBN 978-0-8006-2557-3.
61. ↑  Phillips 2009, 196쪽.
62. ↑  Boring 2012, 581, 588–90쪽.

## 참고 문헌
- Allen, O. Wesley Jr. (2009). 〈Luke〉.   Petersen, David L.; O'Day, Gail R. 《Theological Bible Commentary》. Westminster John Knox Press. ISBN 978-1-61164-030-4.
- Aune, David E. (1988). 《The New Testament in its Literary Environment》. Westminster John Knox Press. ISBN 978-0-227-67910-4.
- Balch, David L. (2003). 〈Luke〉.   Dunn, James D. G.; Rogerson, John William. 《Eerdmans Commentary on the Bible》. Eerdmans. ISBN 978-0-8028-3711-0.
- Boring, M. Eugene (2012). 《An Introduction to the New Testament: History, Literature, Theology》. Westminster John Knox Press. ISBN 978-0-664-25592-3.
- Bruce, F.F. (1990). 《The Acts of the Apostles: The Greek Text with Introduction and Commentary》 Thi판. William B. Eerdmans Publishing Company. ISBN 978-0-8028-0966-7.
- Buckwalter, Douglas (1996). 《The Character and Purpose of Luke's Christology》. Cambridge University Press. ISBN 978-0-521-56180-8.
- Burkett, Delbert (2002). 《An Introduction to the New Testament and the Origins of Christianity》. Cambridge University Press. ISBN 978-0-521-00720-7.
- Evans, Craig A. (2011). 《Luke》. Baker Books. ISBN 978-1-4412-3652-4.
- Fitzmyer, Joseph A. (1998). 《The Anchor Bible: The Acts of the Apostles-A new Translation with Introduction and Commentary》. Doubleday. ISBN 978-0-385-49020-7.
- Green, Joel (1995). 《The Theology of the Gospel of Luke》. Cambridge University Press. ISBN 978-0521469326.
- Green, Joel (1997). 《The Gospel of Luke》. William B. Eerdmans Publishing Company. ISBN 9780802823151.
- Holladay, Carl R. (2011). 《A Critical Introduction to the New Testament: Interpreting the Message and Meaning of Jesus Christ》. Abingdon Press. ISBN 9781426748288.
- Matthews, Christopher R. (2011). 〈Acts of the Apostles〉.   Coogan, Michael D. 《The Oxford Encyclopedia of the Books of the Bible》. Oxford University Press. ISBN 9780195377378.
- Parsons, Mikeal C.; Pervo, Richard I. (1993). 《Rethinking the Unity of Luke and Acts》. Fortress Press. ISBN 978-1-4514-1701-2.
- Perkins, Pheme (1998). 〈The Synoptic Gospels and the Acts of the Apostles: Telling the Christian Story〉.   Barton, John. 《The Cambridge Companion to Biblical Interpretation》. Westminster John Knox Press. ISBN 978-0-521-48593-7.
- Phillips, Thomas E. (2009). 《Paul, His Letters, and Acts》. Baker Academic. ISBN 978-1-4412-4194-8.
- Pickett, Raymond (2011). 〈Luke and Empire: An Introduction〉.   Rhoads, David; Esterline, David; Lee, Jae Won. 《Luke–Acts and Empire: Essays in Honor of Robert L. Brawley》. Wipf and Stock Publishers. ISBN 9781608990986.
- Powell, Mark Allan (2018). 《Introducing the New Testament: A Historical, Literary and Theological Survey》 2판. Baker Academic. ISBN 978-1-4934-1313-3.
- Rowe, C. Kavin (2005). 《Luke–Acts and the Imperial Cult: A Way through the Conundrum?》. 《Journal for the Study of the New Testament》 27. 279–300쪽. doi:10.1177/0142064X05052507. S2CID 162896700.
- Theissen, Gerd; Merz, Annette (1998). 《The historical Jesus: a comprehensive guide》. Eerdmans.
- Thompson, Richard P. (2010). 〈Luke-Acts: The Gospel of Luke and the Acts of the Apostles〉.   Aune, David E. 《The Blackwell Companion to The New Testament》. Wiley–Blackwell. ISBN 978-1-4443-1894-4.
- Witherington, Ben (1998). 《The Acts of the Apostles: A Socio-rhetorical Commentary》. Eerdmans. ISBN 978-0-8028-4501-6.
- Zwiep, Arie W. (2010). 《Christ, the Spirit and the Community of God: Essays on the Acts of the Apostles》. Mohr Siebeck. ISBN 978-3-16-150675-8.

## 더 읽어보기
- Charlesworth, James H. (2008). 《The Historical Jesus: An Essential Guide》. Abingdon Press. ISBN 978-1-4267-2475-6.
- Gooding, David (2013). 《True to the Faith: The Acts of the Apostles: Defining and Defending the Gospel》. Myrtlefield House. ISBN 978-1-874584-31-5.
- Keener, Craig S. (2012). 《Acts: An Exegetical Commentary》. I: Introduction And 1:1–2:47. Baker Academic. ISBN 978-1-4412-3621-0.
- Marshall, I. Howard (2014). 《Tyndale New Testament Commentary: Acts》. InterVarsity Press. ISBN 9780830898312.